# Nihāyat ar-rutba fī talab al-hisba
Nihāyat ar-rutba fī talab al-hisba (arabisch نهاية الرتبة في طلب الحسبة, DMG Nihāyat ar-rutba fī ṭalab al-ḥisba ‚Die höchste Stufe bei der Verfolgung der Hisba‘) ist der Titel eines der populärsten mittelalterlichen arabischen Hisba-Handbücher, in denen die Aufgaben des Muhtasib beschrieben werden. Als Autor wird heute ein gewisser ʿAbd ar-Rahmān ibn Nasr asch-Schaizarī angenommen, der wahrscheinlich im 12. Jahrhundert in Syrien gelebt hat. Über seine sonstigen Lebensumstände ist kaum etwas bekannt. Das Buch, von dem zahlreiche Handschriften erhalten sind, ist deshalb von besonders hohem kulturgeschichtlichen Wert, weil es ausführlich die Betrügereien beschreibt, die im Vorderen Orient in den verschiedenen Gewerben üblich waren und vom Muhtasib bekämpft werden sollten. In einer erweiterten Version des Werks, die von einem ägyptischen Muhtasib namens Ibn Bassām erstellt wurde, ist die Anzahl der beschriebenen Gewerbe stark erweitert.

## Aufbau und Inhalt
Das Werk umfasst 40 Kapitel, die zum Teil wiederum in Abschnitte gegliedert sind. Das Incipit lautet: aḥmadu Llāha ʿalā mā anʿama wa-astaʿīnu-hū fī-mā alzama („Ich preise Gott für das, was er gewährt hat, und bitte ihn um Hilfe bei dem, was er auferlegt hat“). Der Autor, der am Anfang des Werks mit den Worten  qāla ʿAbd ar-Raḥmān ibn Naṣr ibn ʿAbdallāh (bzw. Muḥammad) („es sagte ʿAbd ar-Rahmān usw.“) eingeleitet wird, erklärt, dass er das Werk auf Bitten eines Mannes verfasst habe, „der das Hisba-Amt übernommen hatte und mit der Aufsicht über die Angelegenheiten des Volkes und der Überprüfung der Verhältnisse der Marktleute und Händler betraut worden war“ und ein Kompendium über die Scharia-gemäße Verfolgung der Hisba benötigte.
Von den vierzig Kapiteln behandeln die vier ersten die folgenden Themen: 1. Die Voraussetzungen, die der Muhtasib erfüllen muss, damit er die Hisba vollziehen darf, und die Eigenschaften, die er besitzen sollte; 2. Aufsicht über Märkte und Straßen; 3. Kenntnis von Maßeinheiten und Münzen; 4. Kenntnis von Gewichten und Hohlmaßen und Eichung von Gewichten. Danach geht es um die Hisba-Aufsicht über die folgenden Gruppen: 5. Korn- und Mehlverkäufer; 6. Bäcker; 7. Backofenbetreiber; 8. Hersteller von Zalābīya-Kuchen; 9. Metzger und Fleischer; 10. Bratenköche; 11. Schafskopfverkäufer; 12. Fischbräter; 13. Garköche; 14. Harīsa-Köche; 15. Wurstmacher; 16. Zuckerbäcker; 17. Apotheker; 18. Gewürzhändler; 19. Sorbet-Verkäufer; 20. Fettverkäufer; 21. Tuchhändler; 22. Unterhändler und Ausrufer; 23. Weber; 24. Schneider; 25. Baumwollverkäufer; 26. Flachsspinner; 27. Seidenhersteller; 28. Färber; 29. Schuhmacher; 30. Geldwechsler; 31. Goldschmiede; 32. Kupfer- und Eisenschmiede; 33. Veterinäre; 34. Sklaven- und Viehhändler; 35. Badehausbetreiber; 36. Aderlasser und Schröpfer; 37. Ärzte, Augenärzte, Einrenker und Wundärzte; 38. Knabenerzieher; und 39. Ahl adh-Dhimma. Das 40. und letzte Kapitel behandelt Allgemein- und Einzelheiten bei den Angelegenheiten der Hisba.
Das Buch hat eine klar sunnitische Ausrichtung. Lehrer werden in ihm aufgefordert, Schüler nicht solche Gedichte auswendiglernen zu lassen, die die Rāfiditen über die Ahl al-bait  verfasst haben, sondern nur Gedichte, in denen die Prophetengefährten gepriesen werden. Außerdem wird der Muhtasib aufgefordert, Bettlern das öffentliche Rezitieren von rāfiditischen Gedichten zu verbieten.
Eine Besonderheit gegenüber früheren Büchern, die sich mit der Hisba befassen, besteht darin, dass die Nihāyat ar-rutba Hisba als eine Aufgabe definiert, die sich nicht nur auf das Gebieten des Rechten und Verbieten des Verwerflichen beschränkt, sondern auch die „Versöhnung zwischen den Menschen“ (iṣlāḥ baina n-nās) entsprechend Sure 4:114 einschließt.

## Textzeugen
Die große Bedeutung und Popularität, die die Nihāyat ar-rutba fī talab al-hisba in vormoderner Zeit hatte, zeigt sich an der großen Anzahl von Handschriften. Das Buch ist in mindestens 14 Handschriften überliefert, von denen acht in Ägypten lagern. Die älteste vollständige Handschrift ist auf den 23. Safar 711 d.H. (= 11. Juli 1311 n. Chr.) datiert, wurde von einem gewissen Abū Bakr ʿAlī al-Bahnasī aus der oberägyptischen Stadt Bahnasā erstellt und befindet sich heute in der Ägyptischen Nationalbibliothek in Kairo. Auch in europäischen Bibliotheken lagern mehrere Handschriften der Nihāyat ar-rutba:
- Ms. Nr. 1888 in der Forschungsbibliothek Gotha. Der Titel lautet hier abweichend Nihāyat ar-rutba fī ṣināʿat al-ḥisba.[7]
- Ms. Nr. 398 in der Universitätsbibliothek Leipzig, abgeschrieben 1222 d.H. (= 1807 n. Chr.) durch einen Kinderlehrer an der Zainabīya-Moschee in Aleppo.[8]
- Ms. Nr. 1831 in der Österreichischen Nationalbibliothek. Das  Incipit lautet hier abweichend: al-ḥamdu li-Llāhi ʿalām anʿama wa-astaʿīnu-hū fī-mā akrama, undatiert.[9]
- Ms. Nr. 4803 in der Staatsbibliothek Berlin.[10]
- Ms. Or. 9588 in der British Library. Sie stammt aus dem 15. Jahrhundert.[11]

Der Text wurde 1946 erstmals von as-Saiyid al-Bāz al-ʿArīnī anhand der ältesten Handschrift in Kairo, der Handschrift in Leipzig und noch einer weiteren Handschrift aus der Ägyptischen Nationalbibliothek ediert. Eine weitere Ausgabe, erstellt von Muhammad Hasan Muhammad Hasan Ismāʿīl und  Ahmad Farīd al-Mazīdī, erschien 2003 im Beiruter Verlag Dār al-kutub al-ʿilmīya.

## Autor
Zwar wird heute allgemein ein gewisser ʿAbd ar-Rahmān ibn Nasr ibn ʿAbdallāh asch-Schaizarī als Autor des Werks angenommen, doch ist dieser Name weder in der klassischen arabischen biographischen Literatur zu finden, noch ist er völlig gesichert. In vollständiger Form erscheint dieser Name nur in der Kairiner Handschrift von 1311. Hinsichtlich der Nisba des Autors finden sich aber auch viele andere Angaben. So gibt Hāddschi Chalīfa, der das Werk in seinem bibliographischen Lexikon: Kašf aẓ-ẓunūn ʿan asāmī al-kutub wa-l-funūn gleich zwei Mal anführt, bei dem einen Mal als Nisba al-ʿAdawī an, beim zweiten Mal at-Tabrīzī aš-Šāfiʿī. In der Wiener Handschrift ist die Nisba an-Nabrāwī, und Hammer-Purgstall nennt als Nisba al-Barawī asch-Schāfiʿī,
Ähnlich widersprüchlich sind die Angaben zu seinem Laqab. In der Wiener Handschrift lautet er Taqī ad-Dīn, bei Hāddschi Chalīfa Dschalāl ad-Dīn und in anderen Handschriften Zain ad-Dīn bzw. Dschamāl ad-Dīn. Carl Brockelmann versuchte die ihm bekannten Namensangaben miteinander zu harmonisieren und baute daraus einen neuen umfangreichen Gesamtnamen zusammen: Dchalāl ad-Dīn Abū n-Nadschīb Abū l-Fadā'il ʿAbd ar-Rahmān ibn Nasr ibn ʿAbdallāh asch-Schaizarī at-Tibrīzī al-ʿAdawī an-Nabarawī. Fest steht jedoch nur, dass der Autor ʿAbd ar-Rahmān ibn Nasr ibn ʿAbdallāh hieß, denn dieser Namensbestandteil findet sich in den meisten Handschriften in der Selbstvorstellung des Autors am Anfang des Werks. Für die Richtigkeit der Nisba asch-Schaizarī spricht, dass der Autor seine Beschreibung der Gewichte und Maße mit dem in Schaizar gültigen Standard beginnt.
Die starke Orientierung an den Mess- und Gewichtsstandards von Syrien und die Erwähnung von Tughtigin, dem Atabeg von Damaskus im ersten Kapitel, deuten darauf hin, dass der Autor zumindest eine Zeit lang in Syrien gelebt hat. Schon Karl Vollers hat die Vermutung angestellt, dass ʿAbd ar-Rahmān ibn Nasr ibn ʿAbdallāh, der Verfasser der Nihāyat ar-rutba, mit dem gleichnamigen Autor identisch ist, der für Saladin (gest. 1193) den Fürstenspiegel Kitāb al-Manhaǧ al-maslūk fī siyāsat al-mulūk verfasste. Brockelmann stellte stillschweigend noch weitere Bezüge her. Nach seiner Auffassung ist der Verfasser der Nihāyat ar-rutba auch mit ʿAbd ar-Rahmān ibn Nasr asch-Schīrāzī identisch, der noch eine Anzahl anderer Werke verfasst hat, darunter ein oneiromantisches Handbuch mit dem Titel Ḫulāṣat al-kalām fī ta'wīl al-aḥlām, ein Buch über die Geheimnisse der Ehe Al-Īḍāḥ fī asrār an-nikāḥ, und ein Buch über die Liebe mit dem Titel Rauḍat al-qulūb wa-nuzhat al-muḥibb wa-'l-maḥbūb. Die biographischen Angaben zu dieser Person gehen stark auseinander. Während er nach Angabe Hāddschi Chalīfas als Qādī in Tiberias tätig war schreibt Ferdinand Wüstenfeld von diesem Gelehrten, dass er um 1169 in Aleppo als Arzt tätig war.

## Übersetzungen
Die Nihāyat ar-rutba stieß schon im frühen 19. Jahrhundert auf reges Interesse bei Orientalisten aus dem deutschsprachigen Raum. Joseph von Hammer-Purgstall erstellte eine kürzere und eine ausführlichere deutsche Zusammenfassung des Werks, die 1837 und 1838 in den Wiener Jahrbüchern der Literatur veröffentlicht wurde. Walter Behrnauer, Bibliothekar an der Wiener Hofbibliothek, erstellte 1860/61 unter dem Titel „Notice particulière sur la Charge de Mouhtasib par le Cheikh Annabrawi“ eine französische Übersetzung der Nihāyat ar-rutba. Sie wurde als Teil seines Artikels: „Mémoire sur les institutions de police chez les arabes, les persans, et les turcs“ im Journal Asiatique veröffentlicht. Seit 1999 existiert auch eine englische Übersetzung des Werks. Sie wurde von R.P. Buckley erstellt und ist Teil seines Buches: The Book of the Islamic Market Inspector, das noch andere Texte zur Hisba einschließt.

## Bearbeitungen
Die Nihāyat ar-rutba hat später mehrere Bearbeitungen erfahren. So befindet sich in der British Library eine Handschrift des Werks (Ms. Or. 9221), die viele Ergänzungen aufweist und auf deren erster Seite als Bearbeiter ein Muhtasib namens Muhammad ibn ʿAbdallāh aus Safed angegeben ist. In einer Handschrift, die in der Bibliothek der Azhar aufbewahrt wird und auf das Jahr 675 d.H. (1276 n. Chr.) datiert ist, fehlen die Kapitel 36 bis 39, während an anderen Stellen Zusätze angebracht sind.
Erheblich umfassender ist die Bearbeitung, die der Muhtasib Muhammad ibn Ahmad Ibn Bassām erstellte. Sie enthält 118 Kapitel und ist fast drei Mal so umfangreich wie der Traktat von asch-Schaizarī. Am Anfang des Textes wird die Vorrede des Grundwerks komplett reproduziert und dessen Autor ʿAbd ar-Rahmān ibn Nasr ibn ʿAbdallāh (asch-Schaizarī) auch namentlich genannt. Ibn Bassāms Bearbeitung behandelt zahlreiche zusätzliche Berufsgruppen, so zum Beispiel Glashersteller, Vertragsschreiber und Hersteller von Gesichtsschleiern, sowie Hersteller von Tonkrügen, Lochstanzer und Teer. In vielen Kapiteln macht Ibn Bassām auch Angaben zu Inhaltsstoffen und Herstellungsprozess bestimmter Produkte. Stärker noch als asch-Schaizarī betont Ibn Bassām die Notwendigkeit, dass sich der Muhtasib aus jedem Handwerk einen Sachverständigen (ʿarīf) wählen muss, der ihm als Verbindungsmann zu der betreffenden Handwerkergruppe dient.
Die älteste Handschrift des Werks, die in Istanbul aufbewahrt wird, wurde von einem gewissen ʿAlī al-Qarāfī erstellt und am 12. Ramadan 844 d. H. (= 1441 n. Chr.) abgeschlossen. Auf ihrer Grundlage wurde das Werk 1967 von Ḥusām ad-Dīn as-Sāmarāʾī ediert. As-Sāmarāʾī hat bei seiner Edition noch eine weitere, erheblich jüngere Handschrift aus der Ägyptischen Nationalbibliothek vergleichend hinzugezogen. Das Werk war aber offensichtlich weit weniger populär als das Original, denn es existieren nur wenige Handschriften.
Über den Autor Muhammad Ibn Bassām, der nicht mit Ibn Bassām, dem Autor des andalusischen Geschichtswerks aḏ-Ḏaḫīra fī maḥāsin ahl al-ǧazīra identisch ist, ist kaum etwas bekannt.  Er war auf jeden Fall als Muhtasib tätig, denn er nimmt an mehreren Stellen auf „die Zeit seiner Hisba“ Bezug. Aus der Tatsache, dass der Autor seine Beschreibung der Gewichtseinheiten im Gegensatz zu asch-Schaizarī mit den Gewichtseinheiten Ägyptens beginnt und außerdem von Gewichtseinheiten berichtet, bei denen auf der einen Seite arabische und auf der anderen Seite in koptische Schriftzeichen eingraviert waren, schließt der moderne Herausgeber des Werks, dass es in Ägypten abgefasst worden sein muss.
Auch das 70 Kapitel umfassende Hisba-Handbuch von Ibn al-Uchūwa (gest. 1329) mit dem Titel Maʿālim al-qurba fī aḥkām al-ḥisba („Zeichen der Gottesnähe über die Regeln der Hisba“) hat zahlreiche Passagen aus der Nihāyat ar-rutba übernommen.